# محمد سیف النصر
محمد سیف النصر (انگلیسی: Mohamed Seif El-Nasr؛ زادهٔ ۵ سپتامبر ۱۹۸۳) بازیکن والیبال اهل مصر است.
از باشگاه‌هایی که در آن بازی کرده‌است می‌توان به باشگاه ورزشی زمالک اشاره کرد.